# Le Ruisseau, le Pré vert et le Doux Visage
Pour plus de détails, voir Fiche technique et Distribution.
Le Ruisseau, le Pré vert et le Doux Visage (Al Ma' wal Khodra wal Wajh al Hassan) est un film égyptien réalisé par Yousry Nasrallah, sorti en 2016.

## Synopsis
Un cuisinier, Yehia, et ses deux fils, Refaat et Galal, prennent en charge des repas et banquets pour des fêtes. Les deux fils hésitent entre succéder à leur père ou partir à l’étranger. Lors d’un mariage, des désirs amoureux, légitimes et illégitimes, s'entremêlent aux festivités et à l'art culinaire déployé par Yehia et ses fils, tandis qu'un homme d'affaires de la région et son épouse, cousine des cuisiniers, proposent de racheter leur commerce,,.

## Critiques
Cette comédie musicale a été bien accueillie par la crittique. « Le désordre plane à nouveau sur Le Ruisseau, le pré vert et le doux visage (trois éléments du paradis dans la poésie arabe), mais assumé, charmeur, attractif », écrit Pierre Murat, concluant ainsi : « Si de tous les films de Yousry Nasrallah celui-ci est le plus subversif, c'est parce qu'il y montre des hommes qui boivent et rient, des femmes qui se déhanchent en entonnant des chansons aux paroles équivoques. [...] Soudain, l'insolence, la sensualité, la paillardise redeviennent des armes ». Mathieu Macheret met en exergue également ce regard sur les femmes, loin des canons occidentaux : « le plus beau, ici, est sans doute l’image de la féminité dont se revendique le film. A l’encontre des canons occidentaux, les personnages féminins – femmes, sœurs, filles, mères –, parés de couleurs éclatantes et de mille ornements, affichent des courbes affolantes, une corporalité emphatique et saillante ».
Le film, titré en anglais Brooks, Meadows And Lovely Faces, a été également sélectionné et présenté au festival international de cinéma de Toronto, en 2016.

## Fiche technique
- Titre original : Al Ma' wal Khodra wal Wajh al Hassan
- Titre français : Le Ruisseau, le Pré vert et le Doux Visage
- Réalisation : Yousry Nasrallah
- Scénario : Yousry Nasrallah
- Musique : Wael Alaa
- Pays de production : Égypte
- Format : Couleurs - 35 mm
- Genre : drame
- Durée : 115 minutes
- Date de sortie : 2016

## Distribution
- Ahmed Dawood :
- Laila Elwi :
- Mohamed Farag :
- Sabrien :
- Enaam Salousa :
- Bassem Samra :
- Menna Shalabi